# Ae-in iss-eo-yo
Ae-in iss-eo-yo (애인 있어요?, lett. "Ho un amante"; titolo internazionale I Have a Lover) è una serie televisiva sudcoreana trasmessa su SBS dal 22 agosto 2015 al 28 febbraio 2016.

## Trama
Do Hae-gang, avvocata ambiziosa e di successo, e suo marito, Choi Jin-eon, hanno una relazione disfunzionale e, quando perdono il loro bambino, Jin-eon inizia una relazione con una ragazza molto più giovane, Seol-ri. Dopo il divorzio, Hae-gang ha un misterioso incidente d'auto e perde la memoria. Baek Seok la salva, ma la scambia per Dokgo Yong-gi, la sorella gemella sconosciuta di Hae-gang, e la fa vivere come tale insieme alla propria famiglia, diventandone il fidanzato. Un giorno, però Jin-eon e Hae-gang si incontrano di nuovo.

## Personaggi
- Do Hae-gang/Dokgo Yong-gi, interpretata da Kim Hyun-joo
- Choi Jin-eon, interpretato da Ji Jin-hee
- Kang Seol-ri, interpretata da Park Han-byul
- Baek Seok, interpretato da Lee Kyu-han

## Distribuzioni internazionali
| Paese     | Canale/i        | Prima TV                     | Titolo adottato               |
| --------- | --------------- | ---------------------------- | ----------------------------- |
| Hong Kong | Drama Channel   | 2017                         | 我有愛人了 (Ho un amante)     |
| Taiwan    | Videoland Drama | 2016                         | 我有愛人了 (Ho un amante)     |
| Filippine | ABS-CBN         | 21 ottobre 2019-6 marzo 2020 | I Have a Lover (Ho un amante) |